# Granja Suárez
Granja Suárez es un barrio periférico perteneciente al distrito Bailén-Miraflores de la ciudad andaluza de Málaga, España. Limita al norte con el barrio de San Alberto; al este, con los barrios de Carlinda y Tejar de Salyt, al sur, con San Martín y La Florida; y al oeste, con La Alcubilla.

## Historia
Se trata de un barrio surgido a partir de los años 1940, alrededor de la fábrica de ladrillos Salyt. El nombre del barrio, así como el de los barrios de Suárez y Camino de Suárez, no proviene del apellido Suárez, sino del apellido Swerts, nombre de una familia de origen belga que se asentó en la zona en el siglo XVII para dedicarse a la cría de cabras y vacas. En el siglo XIX fue transformado en Suárez, debido a la dificultad de los hispanohablantes para pronunciar el nombre correcto.

## Transportes
En autobús queda conectado mediante las siguientes líneas de la EMT: 
| Línea | Trayecto                                       | Frecuencia    |
| ----- | ---------------------------------------------- | ------------- |
| 7     | Carlinda - Alameda Principal - Parque Litoral  | 10-12 minutos |
| 38    | Paseo del Parque - Granja Suárez - San Alberto | 30-35 minutos |
| C6    | Circular La Milagrosa                          | 20 minutos    |

Línea EMT C1- Martínez de la Rosa
15 minutos. 
Línea EMT 15 - Virreina - Carlos Haya ha 15 minutos. 
Estación de Metro Linea 2 Estaciones Cercanas Carranque y Portada Alta entre 20 - 25 minutos.